# 皮口街道

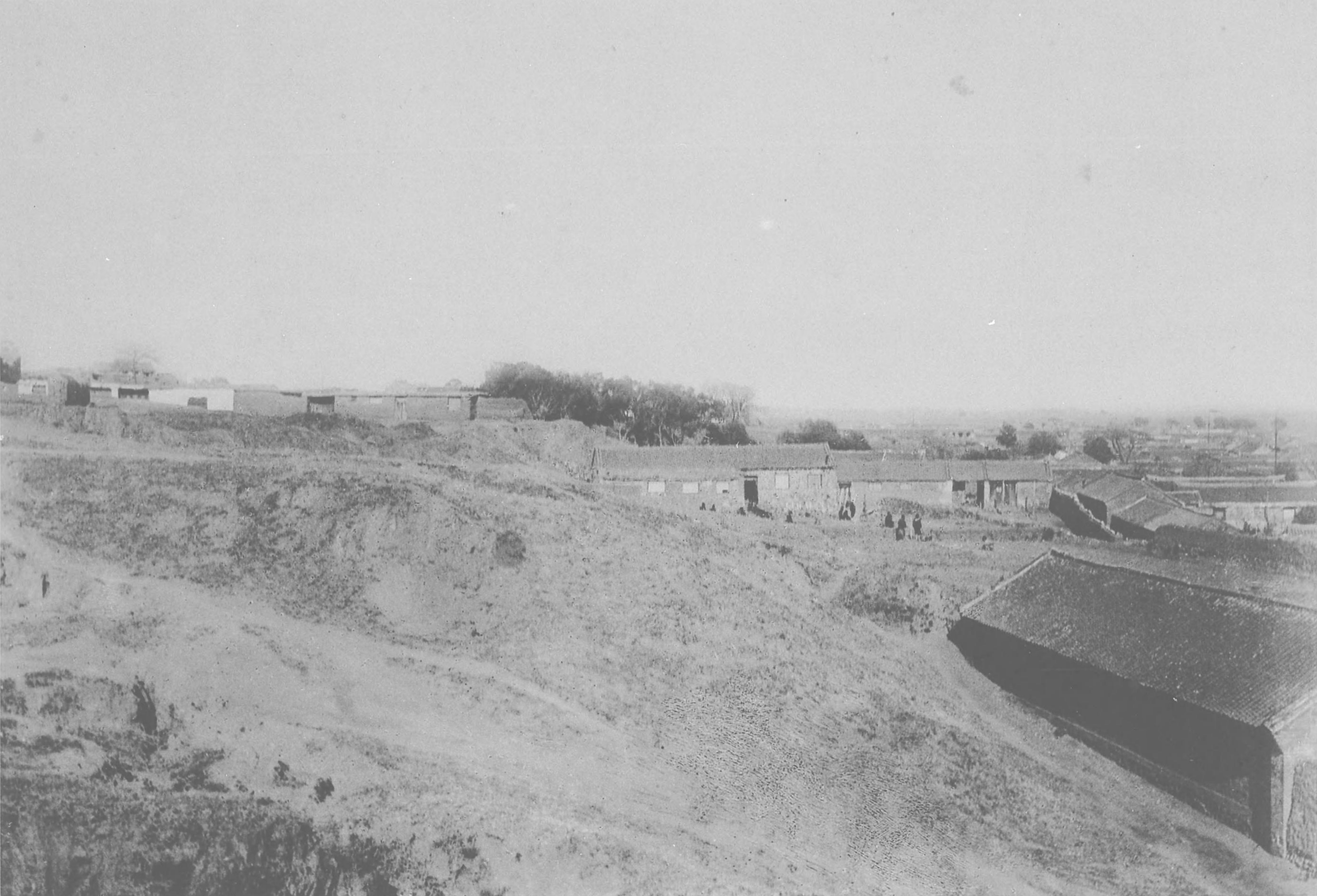
貔子窩（皮口街道）の市街（1894年）

皮口街道（ひこうかいどう、またはピーコウジェダオ、中国語: 皮口街道、英語: Pikou Subdistrict）は中国遼寧省大連市普蘭店区にある街道弁事処である。2013年までは皮口鎮であった。1945年に新金県（普蘭店市の前身）が設立された時はここに県政府があったが、1958年に普蘭店へ移動した。
黄海に面して皮口港があり、長海県の大長海島へのフェリー（18海里、33km）が出ている。産業は農業、漁業、製塩、交通などで、近くの大都市・大連からの交通としては国道、丹大高速道路、鉄道金荘線が利用できる。
関東州時代までは貔子窩（ひしか、または豹子窩）と呼ばれていて、関東州の6行政区画の一つで、普蘭店湾から貔子窩までの東西線の南側が日本が租借した関東州だったので日本人も多く住んでいた。1927年には「貔子窩遺跡」（ひしかいせき）という新石器時代の遺跡が東亜考古学会の初調査として、浜田耕作らによって発掘されたことでも知られている。

## 参考
1. ↑  皮口鎮（街道）
2. ↑  皮口港
3. ↑  貔子窩瞥見録 (満州日日新聞1916.06.09-23.)
4. ↑  貔子窩遺跡（ひしかいせき）